# وازگن آوانسیان (بازیکن فوتبال)
وازگن آوانسیان  --> بازیکن فوتبال بازنشسته در پست ارمنی‌تبار اهل ایران است که در جام تخت جمشید بازی کرد.

## باشگاهی
از باشگا ه هایی که در توپ زده‌است می‌توان آرارات تهران را اشاره کرد.